# جيرارد هودجكينسون
جيرارد هودجكينسون (19 فبراير 1883 في المملكة المتحدة - 6 أكتوبر 1960 في المملكة المتحدة) (بالإنجليزية: Gerard Hodgkinson)‏ هو لاعب كريكت بريطاني (وحمل سابقاً جنسية المملكة المتحدة لبريطانيا العظمى وأيرلندا). لعب مع نادي مقاطعة سومرست للكريكت ‏.